# Parcialidad
Parcialidad är en ort i Mexiko.   Den ligger i kommunen Acámbaro och delstaten Guanajuato, i den södra delen av landet, 200 km väster om huvudstaden Mexico City. Parcialidad ligger 1 843 meter över havet och antalet invånare är 125.
Terrängen runt Parcialidad är platt åt sydväst, men åt nordost är den kuperad. Runt Parcialidad är det ganska tätbefolkat, med 134 invånare per kvadratkilometer. Närmaste större samhälle är Irámuco, 2,3 km öster om Parcialidad. I omgivningarna runt Parcialidad växer huvudsakligen savannskog.